# Acronicta speratina
Acronicta speratina är en fjärilsart som beskrevs av Smith 1905. Acronicta speratina ingår i släktet Acronicta och familjen nattflyn. Inga underarter finns listade i Catalogue of Life.